# TurSib

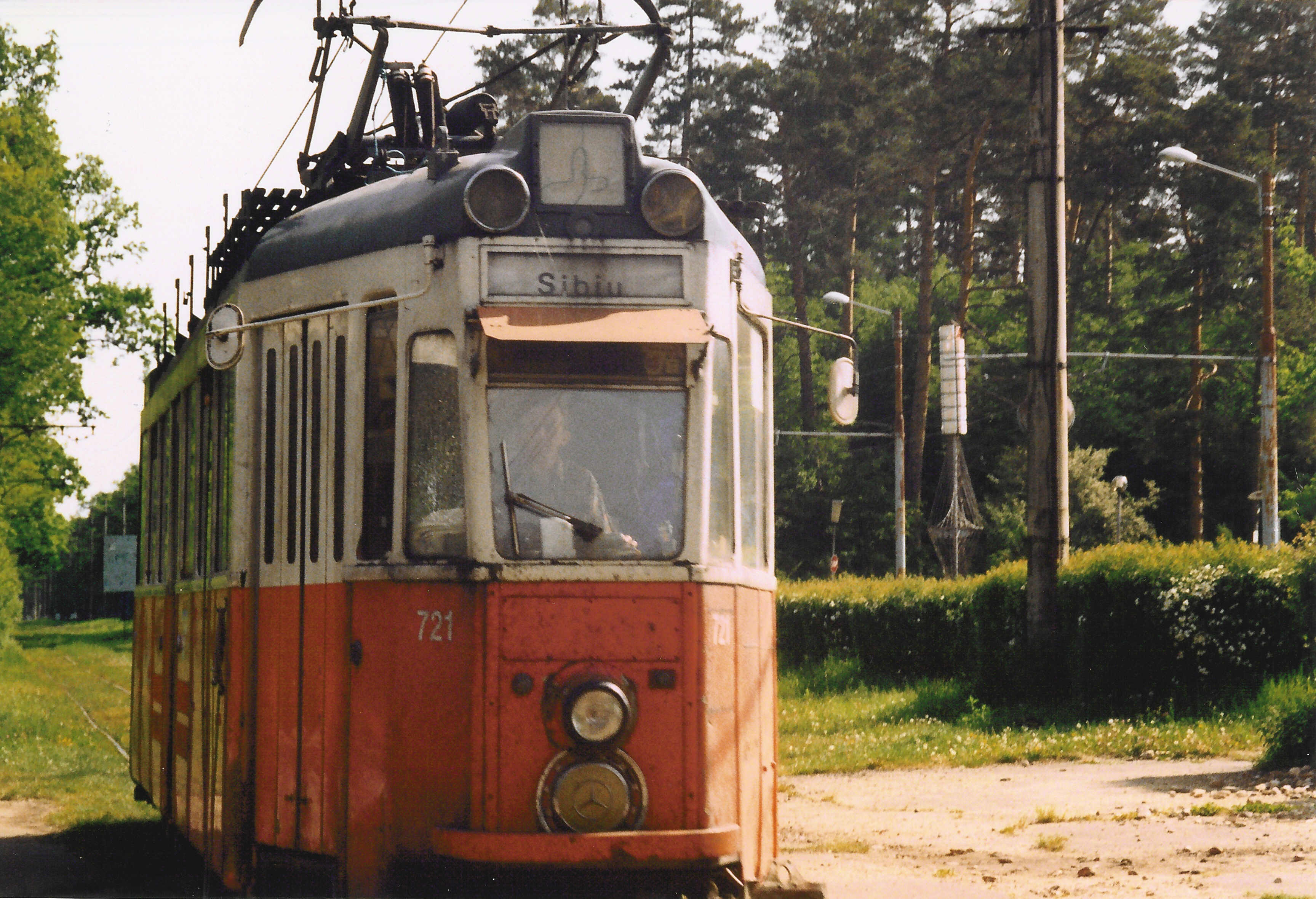
Sibiu: tram Be4/4 n. 721 ex-Ginevra sulla linea Sibiu - Rășinari

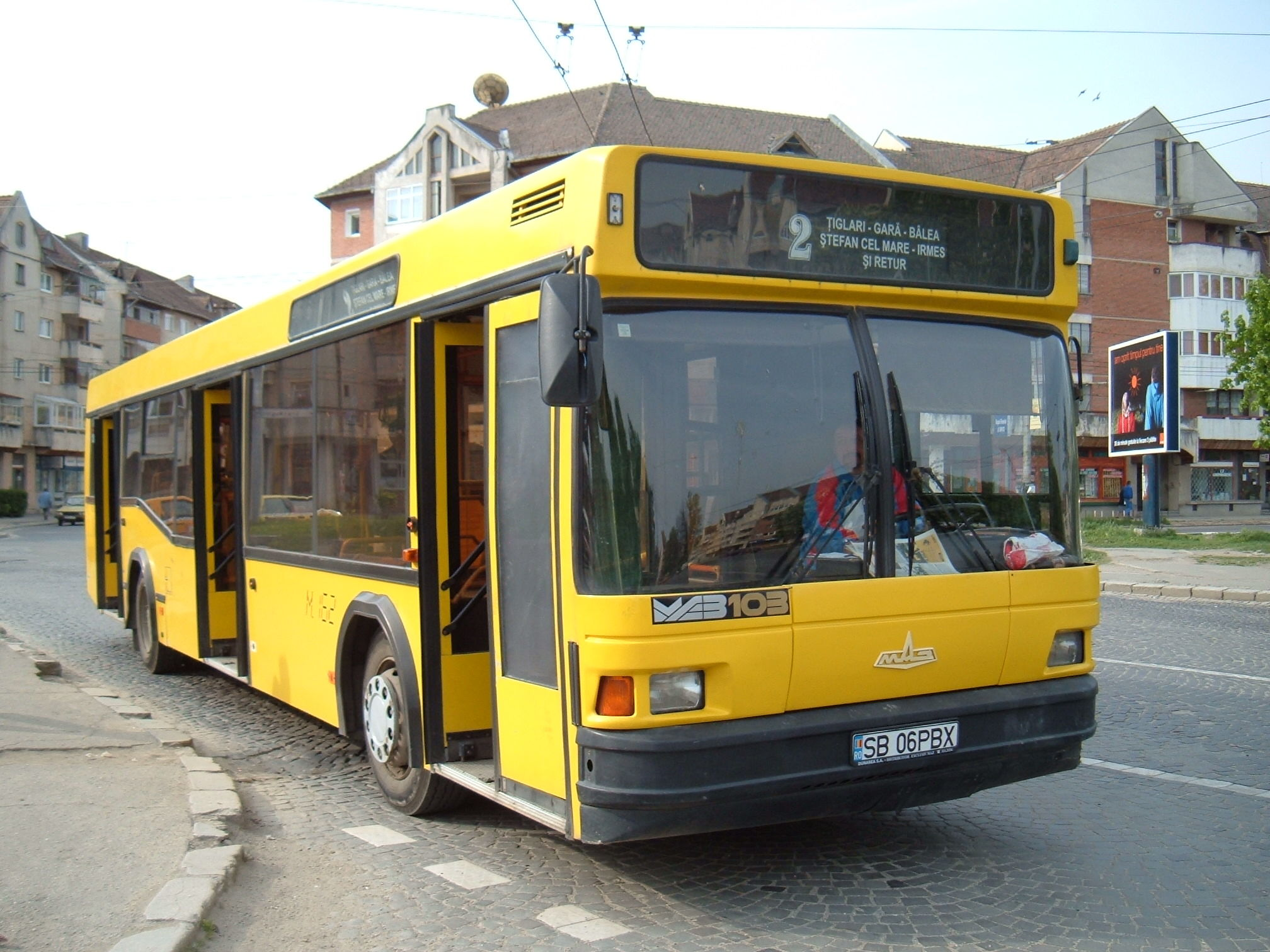
Sibiu: autobus TurSib, modello MAZ-103, n. 162 sulla linea 2

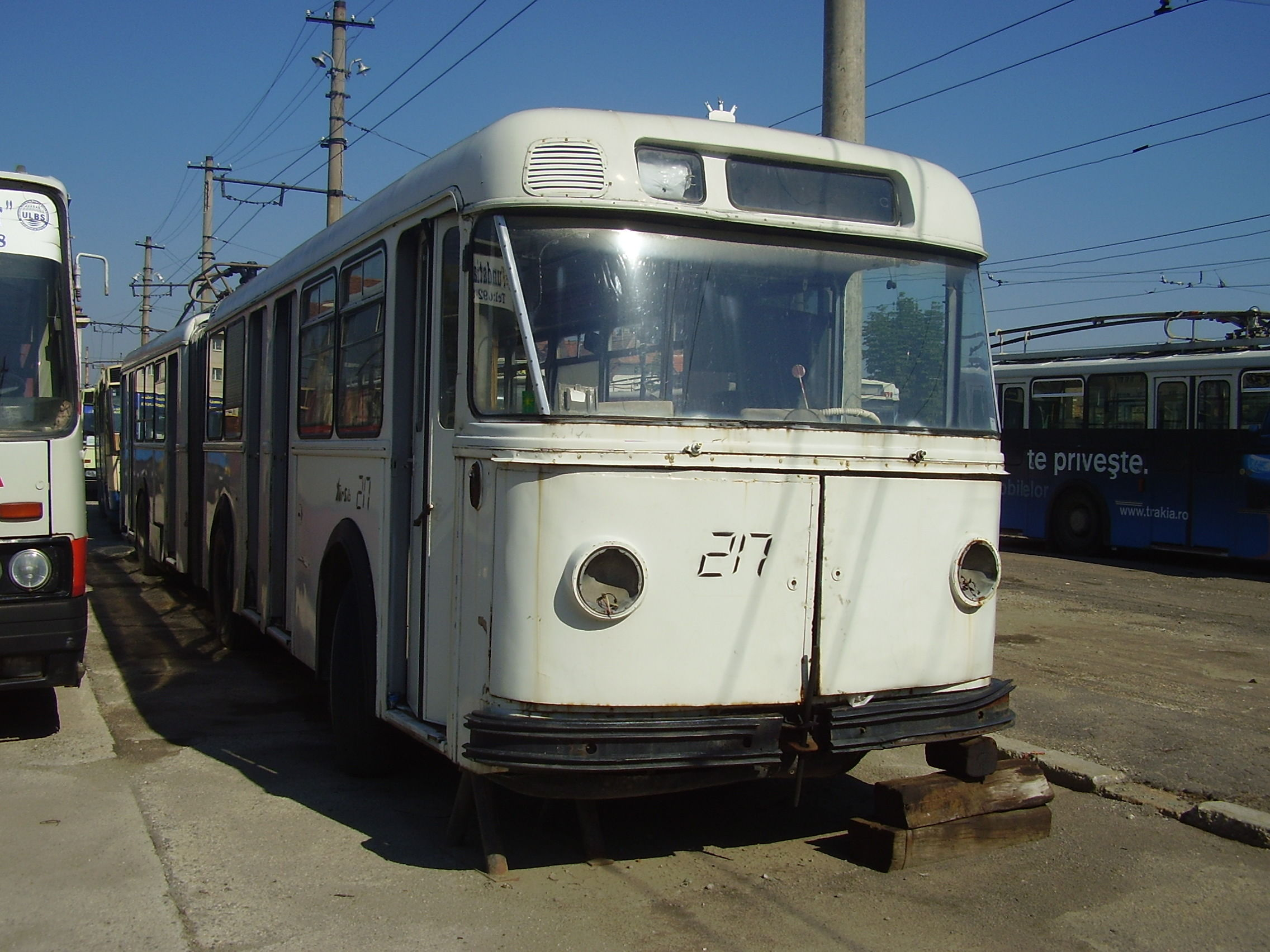
Sibiu: FBW GTr51 SWS BBC n. 217 accantonato nel deposito della TurSib

TurSib SA è l'azienda che svolge il servizio di trasporto pubblico
autofilotranviario nella città di Sibiu in Romania.

## Esercizio
La società gestisce una tranvia interurbana lunga 11 km circa (linea Sibiu - Rășinari), oltre venti autolinee e sei filovie: gli anni di inaugurazione delle tre modalità di trasporto pubblico sono, rispettivamente, il 1904, il 1957 ed il 1983.
L'azienda aderisce all'Uniunea Romana de Transport Public, organismo nazionale che riunisce gli operatori rumeni di trasporto pubblico.

## Parco aziendale
La flotta è costituita da:
- oltre ottanta autobus, prevalentemente costruiti da Minsky Avtomobilny Zavod (MAZ) e Ikarus, e qualche minibus
- circa quaranta filobus, a marchio DAC e FBW, di provenienza svizzera.
- una decina fra tram ad una cassa e rimorchi, modello Be4/4, anche questi di origine elvetica (ex-Ginevra).

## Curiosità
Tra i mezzi dismessi e presenti nel deposito c'è un vecchio filosnodato di produzione svizzera, modello FBW GTr51 SWS BBC del 1959, ancora contraddistinto dal n. 217 attribuito a Sibiu che meriterebbe di essere preservato: è analogo ad alcune vetture storiche circolanti a Valparaíso in Cile.